# Lucasium stenodactylus
Lucasium stenodactylus — вид геконоподібних ящірок родини диплодактилідів (Diplodactylidae). Ендемік Австралії.

## Опис
Довжина гекона Lucasium stenodactylus становить 490 мм, тонкий хвіст становить 80% від довжини решти тіла. Забарвлення переважно червонувато-коричневе або коричневе, по хребту іде кремова або біла смуга. Від очей ідуть світлі смуги, які об'єднуються на задній частині шиї і далі ідуть по хребту. На кінцівках і боках є великі і дрібні бліді плями. Нижня частина тіла білувата.

## Поширення і екологія
Lucasium stenodactylus мешкають в прибережних і внутрішніх районах Західної Австралії і Північної Території. Вони живуть в спінніфексових заростях, що ростуть на піщаних ґрунтах, в піщаних пустелях та в саванах. Живляться комахами.